# Kelly (Wyoming)
Kelly – jednostka osadnicza w Stanach Zjednoczonych, w stanie Wyoming, w hrabstwie Teton.